# 孔恂 (晋朝)
孔恂（？—？），字士信，鲁国（治今山东省曲阜市）人，西晋官员。孔子之后，孔乂之子。
孔乂官至大鸿胪。孔恂在泰始三年之前担任护军长史。泰始三年（267年），孔恂担任太子中庶子，孔恂后来担任侍中，和王济、王恂、杨济同列，称为“一时秀彦”。太康时期，以平东将军监豫州军事，官至卫尉、御史中丞。孔恂、杨珧对晋武帝进言：“臣观察刘渊的才能，当今恐怕没有比得上他的，陛下如果轻慢了他的部众，不足以成事；如果给他权力，平吴之后，恐怕他不再北渡了。非我族类，其心必异。以本部委任他，臣私下为陛下寒心。如果以天阻之固安顿他，应该可以吧！”秃发树机能起兵，李憙推荐刘渊。孔恂说：“李公之言，没有讲全消灭祸患的道理。”李憙勃然大怒：“以匈奴的劲悍，刘渊通晓兵务，奉宣圣威，怎么说没有讲全！”孔恂说：“刘渊若能平定凉州，斩杀树机能，恐怕凉州就有难了。蛟龙得到云雨，就不是池中之物了。”